# Občilo
Občilo ali medij je vsako komunikacijsko sredstvo ali orodje, na primer knjiga, slika, fotografija, letak, plakat ali časopis. V sodobni komunikaciji pa tudi radio, televizija in internet. Medijem, ki so dostopni širši javnosti, pravimo, da so množična občila (mass media). Ločimo medije opazovanja in zaznavanja (mikroskop, teleskop, stetoskop), medije shranjevanja in obdelave (tisk, film, gramofon, kartice, digitalni nosilci), medije prenosa in medije komunikacije (pošta, TV-mreža, telefon, radio). Izraz “medij” je poslovenjen iz angleške besede “media”, ki jo je leta 1954 uporabil komunikacijski teoretik Marshall McLuchan.

### Zgodovina in razvoj medijev
Začetki tovrstnega sporočanja se pričnejo v obdobju mlajšega paleolitika, ko je človeštvo za sporočanje in izražanje uporabljalo tehniko poslikavanja jamskih sten za komuniciranje z onostranstvom. Kasneje v antičnem obdobju, sporočanje seže dlje in postane hitrejše z izumom papirusa, ter prvih poštnih služb v obliki slov. Največji preskok v zgodovini medij doseže v času renesanse z Gutenbergovim izumom tiskarskega stroja s premičnimi kovinskimi črkami. Izum tiskarskega stroja prične dobo masovne komunikacije, ter občil, ki so dostopne širši javnosti.  Z izumom radia, kina, televizije in interneta človeštvo vstopi v novo dobo ti. informacijsko dobo, v kateri mediji igrajo pomembno vlogo v posameznikovem vsakdanjem življenju.
Danes se izraz mediji povezuje zlasti z elektronskimi mediji; internetnimi ali digitalnimi mediji kot so spletna družbena omrežja, radio in televizija. Tej ponujajo širok spekter zamisli, dejavnosti, dogodkov in interesov ljudi sveta. Ključni koncept delovanja teh omrežij je vsesplošna interakcija ljudi in grajenje medosebnih odnosov.

### Elektronski mediji
V zadnjem stoletju so telekomunikacijska orodja ponudila možnost hitrega komuniciranja na dolge razdalje. Glede na pretvorbo podatkov delimo medije na;
- Analogne – radio, telefon, televizija (antena)
- Digitalne – internet, telegram, digitalni radio in televizija ter telefonija.

Uporaba elektronskih medijev nenehno narašča, zlasti zaradi razvoja mobilnih telefonov in računalnikov. Z njimi se je spremenil tudi pomen besede medij.

### Vpliv na družbo
Vpliv medijske tehnologije na današnjo družbo je prisoten v skoraj vseh vsakodnevnih dejavnostih. Zaradi hitrejšega razvoja tehnologije, družbe ter potovanja informacij se težnja po medsebojni povezanosti hitro povečuje. Dandanes se že od otrok in mladostnikov pričakuje, da imajo pridobljene osnovne kompetence upravljanja in uporabe medijske tehnologije. Vse to v veliki meri pospešuje svetovno ekonomijo z oglaševanjem, poročanjem, široko internetno ponudbo in storitvami ter deljenjem znanja. Medijska tehnologija omogoča državam v razvoju več možnosti za konkuriranje razvitim državam, vendar je razvoj informacijske tehnologije, ter medijev še vedno osredotočen na potrebe zahodne družbe. 
Za spoznavanje delovanja medijev, njihovega vpliva na družbo in individualnosti, se razvijajo številne prakse proučevanja in teoretiziranja. Ena izmed njih je medijska psihologija osredotočena zlasti na vpliv, ki ga imajo mediji pri našem zaznavanju ter razumevanju. Proučuje množične medije kot so televizija, radio, internet in tiskani mediji.
Da pa imajo občila še večjo moč kot si mislimo, so pokazale tudi nedavne študije, ki so jih opravili strokovnjaki s področij medijske psihologije, ter psihologije oglaševanje in interneta. Nekateri strokovnjaki so prepričani, da so pomembnosti tem, prepoznavnosti politike ali pomembnosti družbenih vprašanj posledica odločitev medijskih hiš. Skozi zgodovino se je v propagandi pokazala neizmerna moč medijev v obliki nadzora mišljenja ljudi, ter njihovega dojemanja sveta okrog sebe. Strategija medijev je povečati pozornost in prepoznavnost določene teme oziroma osebe, jo narediti pomembnejšo ali nepomembno, šele nato pa izpolniti našo potrebo po orientaciji. 
Uporaba elektronskih medijev narašča, vendar s tem narašča tudi zaskrbljenost, da mediji zmanjšujejo zanimanje mladih pri osebnem stiku z družino oziroma prijatelji. Raziskave o vplivih na socialno vpletenost so različni. Študija, ki jo je opravil Berry Wellman ugotavlja, da socialna medijska interakcija ne razdira medosebnih odnosov. Podatki študije razkrivajo, da kar 33% vseh vprašanih spletnih uporabnikov podala odgovor, da se je njihova povezanost s prijatelji izboljšala. Prav tako je 23% vprašanih odgovorilo, da je internet izboljšal njihovo komunikacijo z družinskimi člani. Zlasti mladi ljudje so izkoristili socialne prednosti interneta. Skoraj polovica (49%) mladih od 18 do 29 let je odgovorila, da je internet močno izboljšal stike s prijatelji. Po drugi strani pa je samo 19% zaposlenih uporabnikov interneta odgovorilo, da je internet povečal število delovnih ur, ki jih opravijo od doma.